# Alberto Soria
Alberto Soria (1906 - morreu em uma data desconhecida) foi um futebolista peruano. Ele competiu na Copa do Mundo FIFA de 1930, sediada no Uruguai, na qual a seleção de seu país terminou na décima colocação dentre os treze participantes.